# Дианабад (промишлена зона)
 Тази статия е за научно-промишлената зона.  За за жилищния комплекс вижте Дианабад.  
Научно-промишлена зона „Дианабад“ е квартал на град София, България, разположен в район Изгрев, югоизточно от центъра на града.
Първоначално възникнал като промишлена зона в близост до жилищния квартал „Дианабад“, от края на XX век кварталът постепенно се преобразува и към 2023 година е застроен предимно с административни и жилищни сгради. Включва две обособени части – източна между булевардите „Цариградско шосе“, „Г. М. Димитров“ и „Драган Цанков“ и улиците „Тинтява“ и „Д-р Любен Русев“ и западна между „Драган Цанков“ и улиците „Св. Пимен Зографски“, „Никола Габровски“ и „Самоков“. Граничи с кварталите „Изгрев“ и „Изток“ на север, „Гео Милев“ на изток, „Младост 1“ и „Дианабад“ на юг и Ловния парк и Борисовата градина на запад.

## Улици и произход на имената им
| Път                      | Наречен на                                           | Местоположение |
| ------------------------ | ---------------------------------------------------- | -------------- |
| „131“                    | –                                                    | Карта          |
| „132“                    | –                                                    | Карта          |
| „Богородиче“             | Богородиче (Acinos arvensis), вид растения           | Карта          |
| „Д-р Г. М. Димитров“     | Г. М. Димитров (1903 – 1972), политик                | Карта          |
| „Д-р Любен Русев“        | Любен Русев, психиатър                               | Карта          |
| „Драган Цанков“          | Драган Цанков (1828 – 1911), политик                 | Карта          |
| „Жетварка“               | ?                                                    | Карта          |
| „Константин Кисимов“     | Константин Кисимов (1897 – 1965), актьор             | Карта          |
| „Лъчезар Станчев“        | Лъчезар Станчев (1908 – 1992), писател               | Карта          |
| „Никола Габровски“       | Никола Габровски (1864 – 1925), политик              | Карта          |
| „Николай Хайтов“         | Николай Хайтов (1919 – 2002), писател                | Карта          |
| „Новачница“              | Новачица, местна река                                | Карта          |
| „Проф. д-р Ганчо Ганев“  | Ганчо Ганев (1919 – 2000), комунистически функционер | Карта          |
| „Русаля“                 | Русалии, традиционен обичай                          | Карта          |
| „Самоков“                | Самоков, град в Западна България                     | Карта          |
| „Свети Климент Охридски“ | Климент Охридски (840 – 916), духовник               | Карта          |
| „Свети Пимен Зографски“  | Пимен Зографски (1540 – 1620), духовник и художник   | Карта          |
| „Тинтява“                | Тинтява (Gentiana), род растения                     | Карта          |
| „Трепетлика“             | Трепетлика (Populus tremula), вид растения           | Карта          |
| „Цариградско шосе“       | Истанбул, град в Северозападна Турция                | Карта          |